# Sugar, або В джазі тільки дівчата
Sugar (з англ. дослівно «цукор», «цукерочка», «солоденька», в укр. версії використовується «Душечка» –  ім'я героїні; варіанти назви «Some Like It Hot» – з англ. «Дехто любить гарячіше»,«У джазі тільки дівчата» ) – мюзикл на лібрето Пітера Стоуна, з музикою Джула Стайна та текстами Боба Меррілла. Створений на основі кінофільму 1959 року «Some Like It Hot», який адаптували Біллі Уайлдер та І.А.Л. Даймонд з оповідання Роберта Торена та Майкла Логана. Прем'єра мюзиклу відбулася на Бродвеї в 1972 році, а через двадцять років – у Вест-Енді.

## Синопсис
Події розгортаються в США 30-х років ХХ століття. У період великої депресії, економічних криз, тотального безробіття, процвітання корупції  та бандитизму (епоху гангстерів та джазу) діячі культури змушені заробляти не лише власним талантом, але й де прийдеться. Двоє безробітних друзів-музикантів, бас-гітарист Джеррі та саксофоніст Джо, стають свідками Бійні в день Святого Валентина у Чикаго. Для того, щоб уникнути переслідувань гангстера Спац Палаццо та його найманців, вони переодягаються у жіночі образи та долучаються до повністю жіночого за складом ансамблю «Красуня Сью та її великосвітський джаз», який саме збирається їхати з міста на гастролі до Маямі-Біч.
Ситуація ускладнюється, коли Джо, якого відтепер кличуть Джозефіною, закохується у прекрасну співачку колективу – Шугар Кейн (солодку Душечку), яка трохи зловживає алкоголем, що, як правило, заважає їй свідомо обрати собі гідного партнера. Понад усе Душечка мріє одружитися з мільйонером, що й спонукає Джо переодягнутись у чоловіка її мрії та спробувати підкорити її серце.
Тим часом заможний та літній Осгуд Філдінг-молодший переслідує Дафну, не підозрюючи, що вона є насправді Джеррі. Джері начебто розуміє, що йому ось-ось доведеться розкрити правду про свою справжню стать надмірно палкому прихильнику, однак сам починає трохи захоплюватися та насолоджується усіма коштовними подарунками, які отримує, а в голові паморочиться від уявних ілюзорних перспектив багатого життя.
Повний хаос настає, коли Спац та його банда виходять на готель та з’ясовують, хто ж такі насправді Джозефіна та Дафна.

## Постановки
«Sugar» відкрився на Бродвеї у  Majestic Theatre  9 квітня 1972 року після 14 переглядів і закрився 23 червня 1973 року після 505 вистав. Продюсером виступив Девід Меррік, режисером та хореографом був Гувер Чемпіон. У першому акторському складі взяли участь Роберт Морс у ролі Джеррі /Дафни, Тоні Робертс у ролі Джо/Джозефіни, Ілейн Джойс у ролі Шугар Кейн (Душечки), Сіріл Рітчард у ролі Осгуда Філдінга-молодшого, Шейла Сміт у ролі Красуні Сью та Стів Кондос у ролі Спац Палаццо. Сценографія – Робін Вагнер, костюми створив – Елвін Кольт, художник по світлу – Мартін Аронштейн. Пізніше в ході показів Елейн Джойс була замінена Памелою Блер.
У 1975 році ця версія була поставлена в Teatro de los Insurgentes у Мехіко. Були задіяні співак Енріке Гусман, актори Ектор Бонілла та Сільвія Паскуель. Через величезний успіх, мюзикл був поставлений також у Мадриді, Іспанія, двома роками пізніше з більшістю касту з Мексики.
У 1986 році в Lola Membrives theatre у Буенос-Айресі, Аргентина, мюзикл також був поставлений та мав великий успіх. Сузана Гіменес у ролі Душечки, Артуро Пуйг у ролі Джо/ Джозефіни та Рікардо Дарін у ролі Джеррі/Дафни були зірками цієї версії разом з Норми Понс, Амбара Ла Фокса, Роберто Катарінеу, Франсіско Наполі та Гогу Андреу в ролі Осгуда Філдінга-молодшого. Режисером цієї сценічної версії, що була закрита через три роки в 1988 році, був Маріо Морган.
Мюзикл був показаний в 1991 році в West Yorkshire Playhouse в режисурі Джуда Келлі. Томмі Стіл дивився цей показ, та постановку на Вест Енді у головній ролі вже з Томмі Стілом було відкрито Prince Edward Theatre 19 березня 1992 року та закрито 20 червня 1992 року. Мюзикл змінив назву на назву фільму «Some Like It Hot».
У національному гастрольному турі 2002–2003 років у США Тоні Кертіс зіграв роль Осгуда Філдінга-молодшого у дещо зміненій постановці під назвою Some Like It Hot: The Musical. Кертіс зіграв Джо в оригінальному фільмі 1959 року. Костюми, що збереглися з цього гастрольного туру можна побачити у колекції музею Costume World Broadway у Помпано-Біч, Флорида.
Нова постановка шоу тривала у Westchester Broadway Theatre в Елмсфорді, штат Нью-Йорк, з квітня 2010 року по липень 2010 рік.
У лютому /березні 2011 року Pimlico Opera представила нову постановку у Великій Британії у жіночій в’язниці Send Prison в Сурреї. В акторському складі були як професійні актори, так і ув'язнені. 
6 березня 2011 року Musical Theatre West in Long Beach, штат Каліфорнія, представив концертну версію шоу в рамках серії «Reiner Reading» з Ларрі Рабеном («Forever Plaid»), Бетс Малоуном («The Marvelous Wonderettes») та Ніком Санта-Марією (мюзикл «Продюсери»). 
Данська версія мюзиклу була створена у 2011 році у Folketeateret в Копенгагені під назвою «Ingen er Fuldkommen» («Ніхто не ідеальний»). Шоу відкрилося в жовтні, в ньому взяла участь датська актриса мюзиклів Марія Лусія. 
42nd Street Moon (театральна компанія у Сан-Франциско) представила «Sugar» в рамках свого 19 сезону 4-22 квітня 2012 року.
У 2016 році відбулася прем’єра мюзиклу в Барселоні, Іспанія. Вся вистава була перекладена іспанською та каталонською мовами та йшла в театрах до квітня 2018 року.

## «Sugar, або В джазі тільки дівчата» – Київ, Україна.
27 та 28 березня 2015 року успішно відбулася прем’єра мюзикла «Sugar, або В джазі тільки дівчата» у Київському національному академічному театрі оперети, Україна.
Режисер-постановник – н. а. України Богдан Струтинський, диригент-постановник, хормейстер-постановник – Ігор Ярошенко, балетмейстер-постановник – Вадим Прокопенко, художник-постановник – Андрій Романченко, художники з костюмів – Ірина Давиденко, Андрій Романченко, світлове оформлення – Руслан Долинич.
Переклад українською Яни Іваницької.

У ролі Красуні Сью — з. а. України Ася Середа — Голдун, Мар’яна Боднар, у ролі Дани Ковальчик (Душечки) — з. а. України Галина Грегорчак-Одринська  з.а. України Олена Арбузова, Ольга Федоренко, у ролі Джо/Джозефіни — з. а. України Сергій Авдєєв, Євген Прудник, у ролі Джеррі/Дафни — з. а. України Арсен Курбанов, Євген Прудник, у ролі  Озгуда Філдінга-молодшого — Народний артист України Микола Бутковський, н.а. України Сергій Бондаренко.

## Музичні номери
| Акт I - "When You Meet a Man in Chicago" – Sweet Sue and All Girl Band - "Penniless Bums" – Джеррі, Джо та безробітні музиканти - "Tear the Town Apart" – Банда Палаццо - "The Beauty That Drives Men Mad" – Джеррі та Джо - "We Could Be Close" – Джеррі та Душечка - "Sun on My Face" – Джеррі, Джо, Душечка, Красуня Сью, Бінсток та Ансамбль - "November Song" – Мільйонери та Осгуд Філдінг-молодший - "Sugar" – Джеррі та Джо | Акт II - «Hey, Why Not!» – Душечка та Ансамбль - «Beautiful Through and Through» – Осгуд Філдінг-молодший та Джеррі - «What Do You Give to a Man Who's Had Everything?» – Джо та Душечка - «Magic Nights» – Джеррі - «It's Always Love» – Джо - «When You Meet a Man in Chicago» – Джеррі, Джо, Душечка, Красуня Сью, Ансамбль |

Фінальну пісню «People in My Life» (Душечка) було вилучено під час передоглядів, але вона з'являлася в деяких подальших постановках.

## Нагороди та номінації

### Оригінальна бродвейська постановка
| Рік  | Нагорода            | Категорія                                    | Номінація        | Результат  |
| ---- | ------------------- | -------------------------------------------- | ---------------- | ---------- |
| 1973 | Премія Тоні         | Найкращий мюзикл                             | Найкращий мюзикл | Номіновано |
| 1973 | Премія Тоні         | Найкращий виступ провідного актора у мюзиклі | Роберт Морс      | Номіновано |
| 1973 | Премія Тоні         | Найкраща режисура мюзиклу                    | Гувер Чемпіон    | Номіновано |
| 1973 | Премія Тоні         | Найкраща хореографія                         | Гувер Чемпіон    | Номіновано |
| 1973 | Drama Desk Award    | Видатний актор мюзиклу                       | Роберт Морс      | Перемога   |
| 1973 | Theatre World Award | Theatre World Award                          | Елейн Джойс      | Перемога   |